# 路易斯·阿尔瓦雷茨

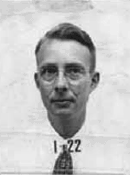
路易斯·阿尔瓦雷茨在洛斯阿拉莫斯國家實驗室的檔案圖片

路易斯·沃尔特·阿尔瓦雷茨（英語：Luis Walter Alvarez，1911年6月13日—1988年9月1日），美国物理学家，1968年获诺贝尔物理学奖，被誉为二十世纪最伟大的实验物理学家之一。
路易斯1936年获得美国芝加哥大学博士学位，而后长期任教于美国加州大学伯克利分校，并在劳伦斯伯克利国家实验室任研究员，曾参与曼哈顿计划。1988年，他在加州伯克利去世。

## 生平
另外，他在1980年時與身為地質學家的兒子沃爾特·阿爾瓦雷茨等人研究K-T界線地層時發現全球的白堊紀與第三紀交接地層，地層中的銥含量高於正常標準。提出白堊紀-第三紀滅絕事件是因為隕石撞擊造成。

## 外部連結
- 诺贝尔官方网站关于路易斯·阿尔瓦雷茨简介 （页面存档备份，存于）